# Желтогорлый геррозавр
Желтогорлый геррозавр (лат. Gerrhosaurus flavigularis) — вид ящериц семейства Gerrhosauridae.
Общая длина колеблется от 45 до 50 см, из которых 2/3 занимает хвост. Окраска тела от светло-зелёного до коричневого цвета с узкой жёлтой полосой и красным или жёлтым горлом у самцов во время брачного сезона, боковые стороны также становятся ярче. Голова маленькая, туловище вытянутое и тонкое. По бокам проходят две белые или лимонно-жёлтые полосы. Между ними имеются небольшие тёмные пятна. Эти ящерицы хорошо приспособлены к засушливым и тёплым условиям жизни.
Живёт на лугах, в степях и саваннах, любит травянистые или кустарниковые заросли. Здесь геррозавры роют глубокие норы и лазы. Активны днём. Питаются насекомыми, пауками, мелкими ящерицами. Это очень пугливые животные.
Яйцекладущие ящерицы. В конце лета самка откладывает от 4 до 6 яиц, которые закапывает в небольшую яму.
Эндемик Африки. Живёт в юго-восточной части континента.